# Futsal Hasselt
Il Futsal Hasselt è una squadra belga di calcio a 5 con sede a Hasselt.

## Storia
Durante l'egida dell'ABFS, lo Zaalvoetbal Klub Hasselt è stato il club più vincente del Belgio. Con l'istituzione dei campionati gestiti dall'URBSFA/KBVB, nel 1991 la squadra ha continuato a vincere: sommando i titoli vinti sotto le due federazioni, l'Hasselt rimane tuttora la squadra più titolata del Belgio dopo l'Action 21 con otto campionati nazionali. A questi si aggiungono due Coppe del Benelux e due finali di European Champions Tournament. Nel 1999 la società unisce le forze con lo ZVK Kermt e, nel 2002, con il Sint-Truiden per diventare "Kermt-Sint-Truiden Hasselt" (abbreviato in KST Hasselt). Al termine della stagione 2002-03, conclusa con la retrocessione in seconda divisione, la società unisce le forze con la dirigenza del Cobra Primus Koersel. Nella fusione, il titolo sportivo del Cobra Primus viene trasferito ad Hasselt per proseguirne la tradizione sportiva come Cobra Primus Hasselt; il titolo sportivo del KST passa invece al rinato ZVK Koersel che si iscrive al girone B di Division 2 2003-04. Il 23 novembre 2005 la società cambia denominazione in Futsal Hasselt.

## Palmarès

### Competizioni FIFA
- Campionato belga: 3
1991-92, 1992-93, 1993-94
- Coppa del Belgio: 1
2016-17

### Competizioni AMF
- Campionati belga: 5
1982-83, 1984-85, 1985-86, 1987-88, 1988-89
- Coppa del Belgio: 4
1980-81, 1985-86, 1986-87, 1987-88

### Altre
- Coppa del Benelux: 2
1984, 1995